# Buspas

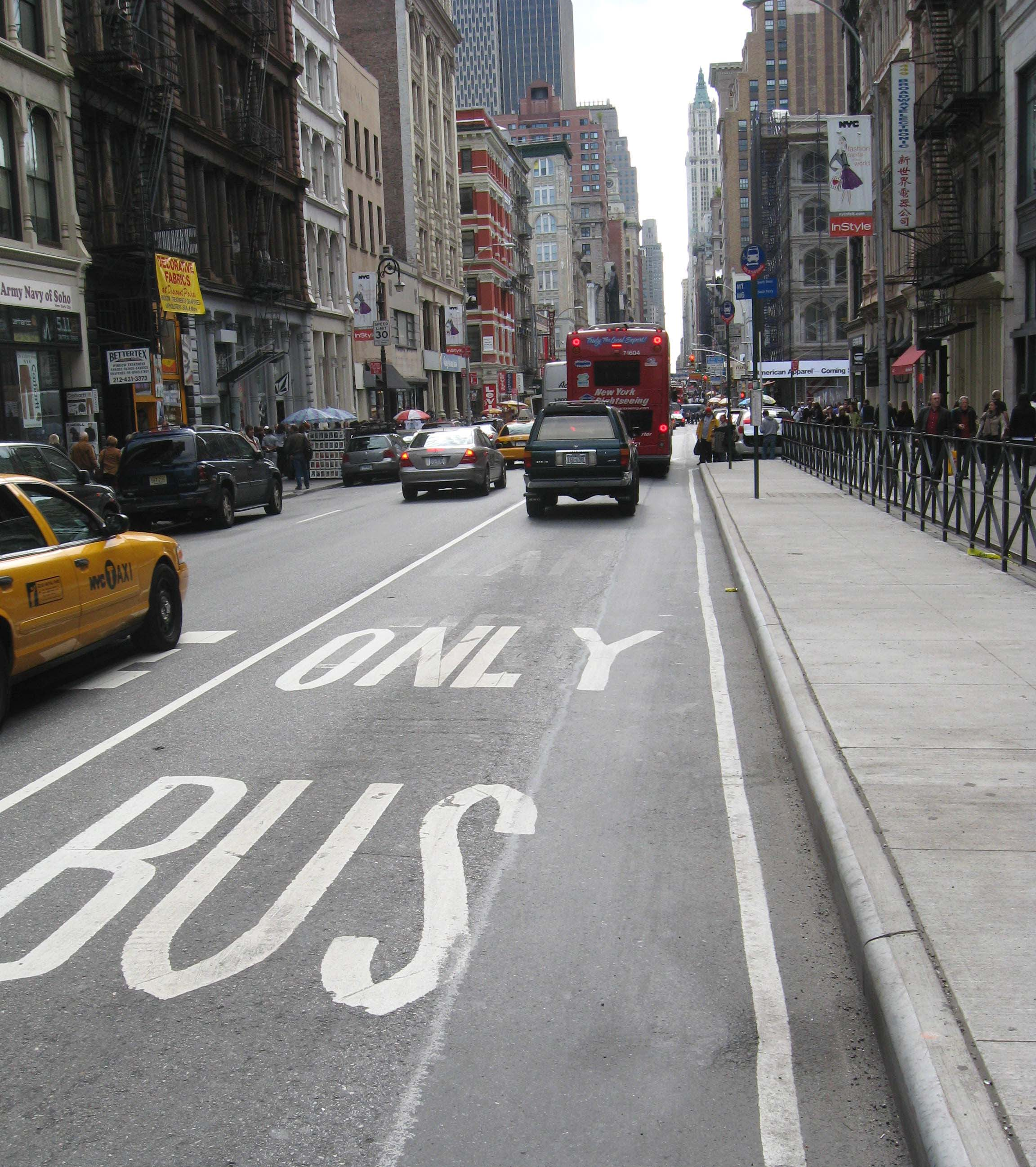
Buspas w Nowym Jorku

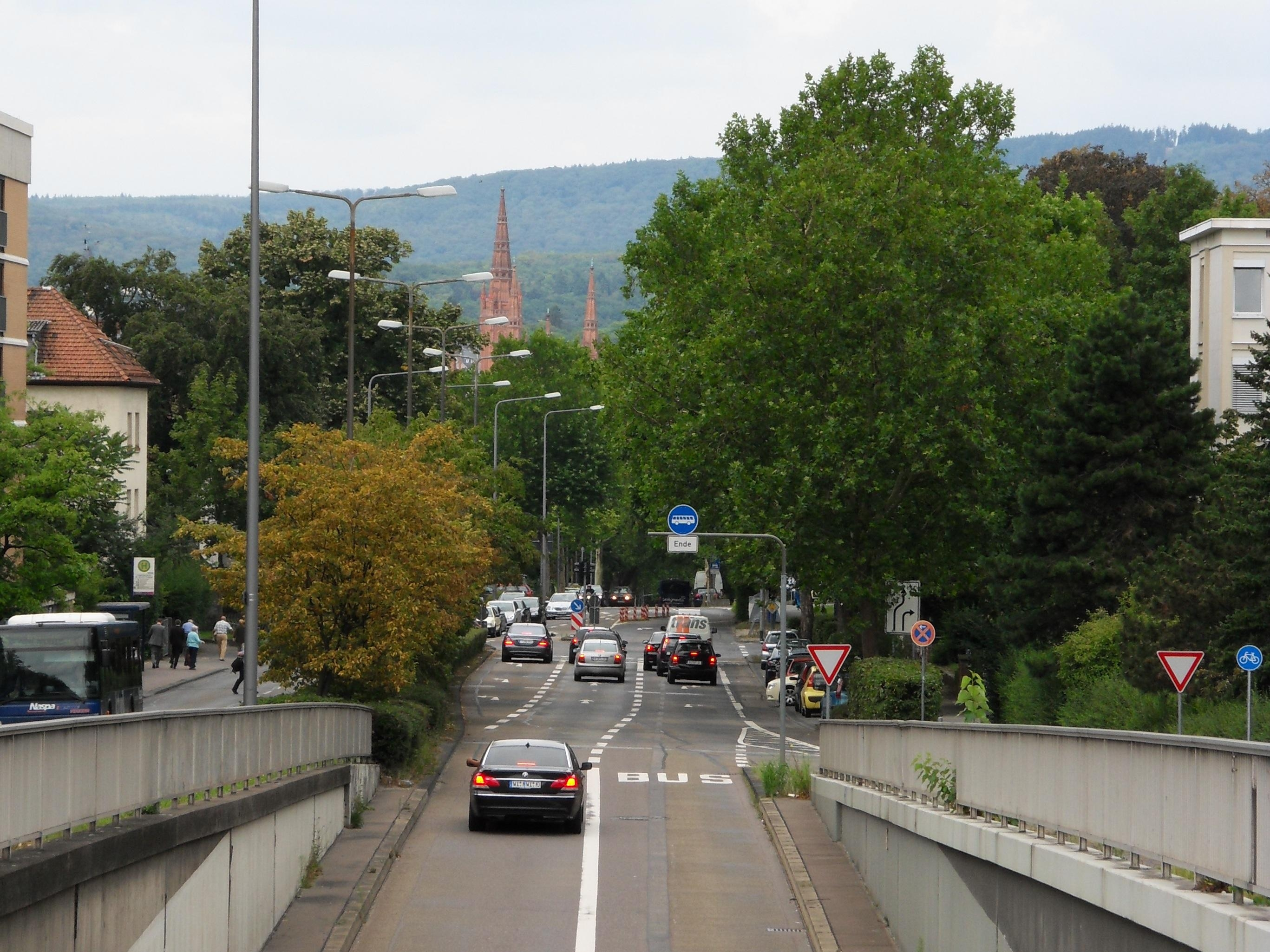
Buspas w Wiesbaden

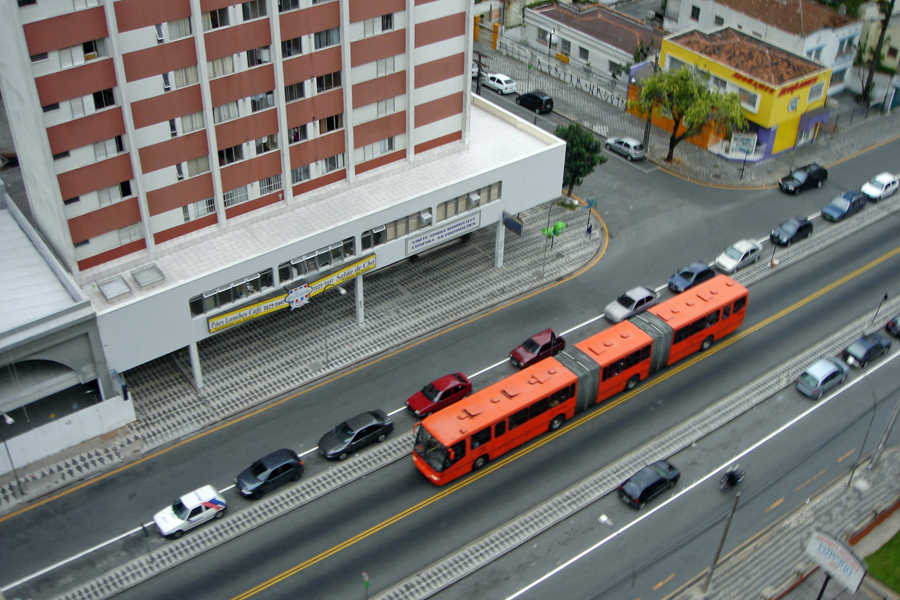
Buspas w Kurytybie

Buspas – pas ruchu dla autobusów wytyczony w celu usprawnienia transportu miejskiego, który spowalniają zatory drogowe. Zgodnie z ustawą o elektromobilności, od 22 lutego 2018 roku z buspasów mogą korzystać samochody elektryczne; czasem korzystanie z buspasów przysługuje także w ramach carpoolingu (w niektórych polskich miastach kierowcom przewożącym co najmniej dwóch pasażerów) oraz osobom prowadzącym taksówki, motocykle i rowery, jednak w tym ostatnim przypadku takie rozwiązanie wywołuje liczne kontrowersje, gdyż ogranicza przepustowość buspasów, przez co nie służy ich pierwotnej funkcji (rower – z uwagi na niewielką szybkość – spowalnia jazdę autobusu). Buspasy są ważnym elementem szybkiej komunikacji autobusowej, będącej odpowiedzią na wyzwania stawiane publicznemu transportowi zbiorowemu, jak zakorkowane ulice (czy nawet zapaść komunikacyjna), przeciążone systemy komunikacji miejskiej i podmiejskiej czy zanieczyszczenie środowiska.

## Funkcja
Buspasy dają pierwszeństwo autobusom w celu skrócenia czasu podróży w godzinach szczytu. Długość buspasów nie jest istotna – wystarczy, jeśli służą jako ominięcie punktu będącego zwykle źródłem zatoru, na przykład skrzyżowania. Niektóre miasta posiadają rozbudowane ich odcinki, często w ramach sieci szybkiej komunikacji autobusowej.
Buspasy tworzy się na drogach, które często są zatłoczone lub należą do ruchliwych tras autobusowych. Całe drogi można przekształcić na buspasy (np. Oxford Street w Londynie czy Fulton Street w Nowym Jorku), dopuszczając jedynie ruch autobusów, taksówek i samochodów dostawczych bądź włączyć do nich buspas w przeciwnym kierunku. Niektóre buspasy są czynne w pewnych godzinach w ciągu dnia, zazwyczaj w czasie szczytu, normalnie zaś są do dyspozycji dla wszystkich pojazdów. Zdarza się, że buspas działa tylko w jednym kierunku, w którym zwykle odnotowuje się zwiększony ruch.
Buspasy mogą mieć oddzielną sygnalizację świetlną, dzięki której autobusy mają pierwszeństwo na skrzyżowaniach.

## Historia
Według Amerykańskiego Stowarzyszenia Transportu Publicznego (American Public Transportation Association) i Narodowej Bazy Transportowej (National Transit Database) pierwszy na świecie buspas powstał w Chicago w 1939.
W Europie pierwsze buspasy zostały wprowadzone w niemieckim Hamburgu w 1962. Wkrótce jego śladem podążyły kolejne niemieckie miasta, a w 1971 oficjalnie usankcjonowano buspasy w niemieckim kodeksie drogowym. Specjaliści z innych krajów, m.in. Japonii, zastosowali podobne rozwiązania na przykładzie Niemiec. W styczniu 1964 buspas pojawił się na paryskiej ulicy quai du Louvre, a pas w przeciwnym kierunku wprowadzono na pont de l’Alma w czerwcu 1966. Pierwszy londyński buspas otworzono w lutym 1968 na moście Vauxhall Bridge. Do 1972 uruchomiono 149 km buspasów w 100 miastach państw OECD, ale sieć znacznie się rozrosła w kolejnych dekadach. Pierwsza droga autobusowa w Stanach Zjednoczonych, El Monte Busway, powstała na odcinku między El Monte i Downtown w Los Angeles w 1974.

## Buspasy w Polsce

Znak pionowy D-12: „pas ruchu dla autobusów”. Oznacza pas ruchu tylko dla autobusów lub trolejbusów oraz innych pojazdów wykonujących odpłatny przewóz osób na regularnych liniach

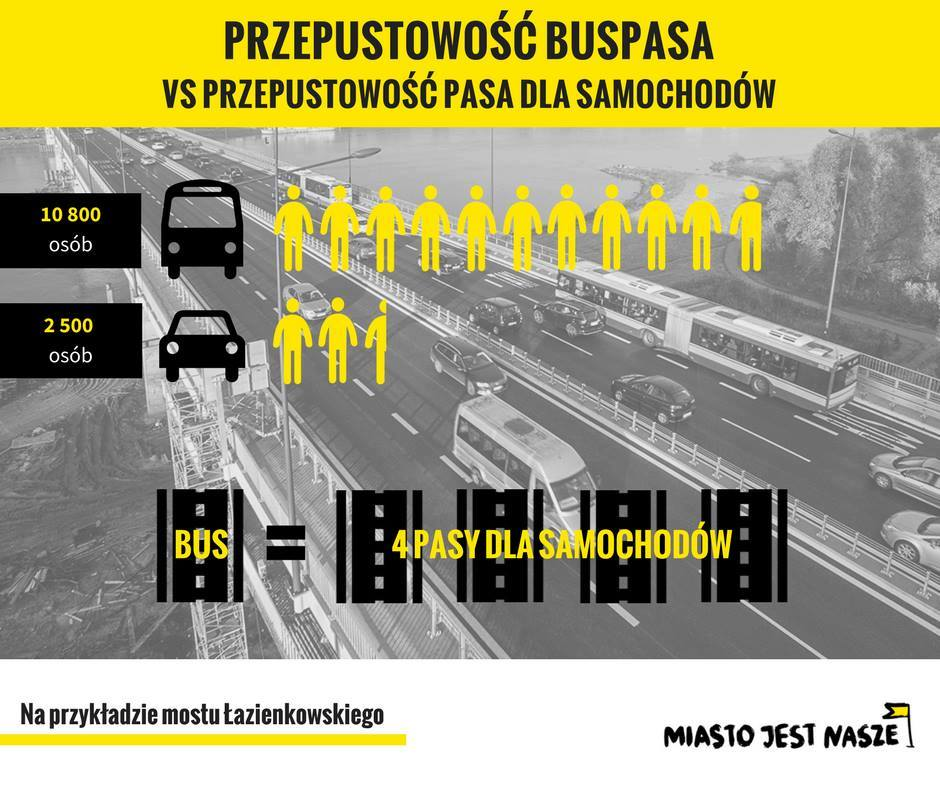
Wydajność buspasa w porównaniu do pasów transportu indywidualnego

Znaki informacyjne służące wydzielaniu pasu ruchów dla autobusów opublikowano już w czasach PRL, w Rozporządzeniu Ministra Komunikacji i Spraw Wewnętrznych z dnia 9 sierpnia 1983 r. w sprawie znaków i sygnałów drogowych. W 1985 roku w Rozporządzeniu Ministra Administracji i Gospodarki Przestrzennej z dnia 21 lutego 1985 r. w sprawie dodatkowych znaków i sygnałów dla kierujących tramwajami i trolejbusami ujęto nowe sygnalizatory dla kierujących trolejbusami oraz innymi pojazdami komunikacji publicznej poruszających się przeznaczonymi dla nich pasami ruchu.
Buspasy są pojęciem stosowanym oficjalnie w polskiej statystyce publicznej. Od 2013 dane o długości buspasów w polskich gminach są gromadzone w Banku Danych Lokalnych. Według danych za 2018, buspasy funkcjonowały w 35 polskich miastach.
W Warszawie pierwsze, krótkie odcinki buspasów uruchomiono w 1993 (niekiedy uznaje się, że w pierwsze buspasy w Polsce wytyczono w Krakowie w 2004). Łącznie w stolicy jest ponad 68,5 km wydzielonych pasów dla komunikacji miejskiej; najdłuższa trasa buspasu ma 7775 m, zaś najkrótsza 95 m (stan na grudzień 2024). Najnowszy buspas otwarto w grudniu 2024.

## Wyzwania
Wprowadzenie buspasów wiąże się z zajmowaniem istniejących pasów ruchu oraz ze zmniejszeniem wąsko rozumianej przepustowości dróg. Jest to jednak przepustowość liczona w liczbie pojazdów, a nie liczbie osób. Jest to skuteczne m.in., jeśli lokalne władze chcą połączyć elementy transportu publicznego z redukcją przestrzeni dla kierowców samochodów osobowych. Przykładowo po wprowadzeniu buspasa na Trasie Siekierkowskiej w Warszawie, mimo że liczba przejeżdżających pojazdów spadła o 16,6%, to liczba przejeżdżających pasażerów wzrosła o 68%. Jednocześnie opóźnienia autobusów zmniejszyły się o 3–11 min. W Gdyni wprowadzenie buspasów skróciło czas przejazdu komunikacji zbiorowej do 21,7%.
Buspasy mogą okazać się nieskuteczne, jeżeli nie jest egzekwowany zakaz parkowania na nich (np. na obszarach handlowych). W takich przypadkach autobusy muszą włączyć się do normalnego ruchu, co może doprowadzić do ich zatrzymania i dodatkowych opóźnień względem rozkładu jazdy. Przeznaczenie buspasa do prawoskrętów również ogranicza jego przepustowość.
Często poruszają się po nich nieuprawnione samochody, powodując mniejszą przepustowość ulic.

## Sieci buspasów w wybranych miastach
| Miasto    | Państwo          | Mieszkańców (mln) | Autobusy | Liczba mieszkańców na autobus | Buspasy (km) | Liczba autobusów na 1 km buspasów |
| --------- | ---------------- | ----------------- | -------- | ----------------------------- | ------------ | --------------------------------- |
| Helsinki  | Finlandia        | 0,6               | 470      | 1238                          | 44           | 11                                |
| Sydney    | Australia        | 4,3               | 1900     | 2260                          | 90+          | 21                                |
| Santiago  | Chile            | 6,5               | 4600     | 1400                          | 200          | 23                                |
| Londyn    | Wielka Brytania  | 7,5               | 6800     | 1100                          | 240          | 28                                |
| Singapur  | Singapur         | 4,5               | 3775     | 1200                          | 155          | 29                                |
| Seul      | Korea Południowa | 10                | 7000     | 1428                          | 282          | 32                                |
| Madryt    | Hiszpania        | 5,5               | 2022     | 2720                          | 50           | 40                                |
| Bogota    | Kolumbia         | 6,7               | 1080     | 6200                          | 84           | 45                                |
| São Paulo | Brazylia         | 10,9              | 14 900   | 730                           | 155          | 96                                |
| Hongkong  | Chiny            | 6,8               | 19 768   | 666                           | 22           | 899                               |

Na najbardziej ruchliwym buspasie w Stanach Zjednoczonych (Lincoln Tunnel w Nowym Jorku) w szczycie przejeżdża 700 autobusów na godzinę (średnio więc jeden autobus co 5 sekund).

## Autostrady
| Państwo          | Autostrada          | Buspasy (km) | Odcinek                                   |
| ---------------- | ------------------- | ------------ | ----------------------------------------- |
| Korea Południowa | Gyeongbu Expressway | 137,4        | Hannam IC (Seul) – Sintanjin IC (Daejeon) |